# Honoré Caille du Fourny
Honoré Caille du Fourny (* September 1630 in Paris; † 20. Februar 1713 ebenda, Quartier Saint-Paul) war ein französischer Genealoge zur Zeit Ludwigs XIV. und stand dem genealogisch arbeitenden Augustinermönch Père Anselme nahe.

## Leben
Honoré Caille ist der Sohn von Jean Caille, Seigneur du Fourny, Sekretär des Königs, und Bonne de Mauroy, Tochter von Honoré de Mauroy, Seigneur de Batelly, de Verrières et de Saint-Martin-sur-Seine, Sekretär des Königs, und Bonne le Lièvre. Er besaß die Herrschaft Le Fourny in Montigny-le-Gannelon, einige Kilometer südwestlich von Châteaudun. Er wurde durch ein Urteil des Staatsrats vom 10. Dezember 1668 in seinem Adelsstand bestätigt.
Beruflich war er Korrektor und ordentlicher Auditor an der Chambre des comptes von Paris.
Als Freund von Père Anselme trug er nach dessen Tod dessen Unterlagen zusammen und veröffentlichte 1712 eine neue Ausgabe dessen Hauptwerks, der Histoire généalogique de la maison royale de la France et des grands officiers de la couronne, ohne jedoch seinen Namen darin unterbringen zu wollen.
Er starb am 20. Februar 1713 im Alter von 82 Jahren in Paris (sein Testament datiert vom 19. Juli 1707). Er wurde am 21. Februar in der Kirche von Saint-Paul, seiner Gemeinde, beigesetzt.
Nach dem Tod von Honoré Caille wurde diese Arbeit von Père Ange de Sainte-Rosalie und Père Simplicien, beide Mönch im Couvent des Petits Pères in Paris, fortgesetzt.
Manuskripte aus dem Kabinett Caille du Fournys werden in der Nationalbibliothek aufbewahrt. Das bekannteste ist das Inventar der Titel der Herzogtümer Lothringen und Bar, das er zwischen Februar 1697 und Dezember 1698 nach den Anweisungen von Pontchartrain, dem damaligen Generalkontrolleur der Finanzen, erstellte.

## Ehe und Familie
Honoré Caille de Fourny heiratete Anne Parent, die Tochter von Jean Parent und Anne de Launay. Das Paar hatte drei Töchter:
- Anne Bonne Caille; ⚭ Eugène de Baugy, Seigneur de Villeneuve-la-Guyard, Capitaine des dragons im Régiment Mestre de Camp Général cavalerie.[1][6]
- Marie Thérèse Caille; ⚭ Gilbert René des Vaux de Lévaré, Chevalier, Seigneur Boisberaut in Maine.[1]
- Tochter, Nonne in Chelles.[1]